# Чемпионат Европы по лёгкой атлетике 2014 — эстафета 4×100 метров (женщины)
Соревнования в эстафете 4×100 метров у женщин на чемпионате Европы по лёгкой атлетике в Цюрихе прошли 16—17 августа 2014 года на стадионе «Летцигрунд». К соревнованиям были допущены 16 сильнейших сборных, определявшиеся по сумме двух лучших результатов, показанных с 1 января 2013 года по 27 июля 2014 года.

## Рекорды
До начала соревнований действующими были следующие рекорды.
| Мировой рекорд                   | США · Тианна Мэдисон · Эллисон Феликс · Бьянка Найт · Кармелита Джетер                        | 40,82 | Лондон, Великобритания | 10 августа 2012 |
| Рекорд Европы                    | ГДР · Зильке Гладиш · Сабина Ригер · Ингрид Ауэрсвальд · Марлис Гёр                           | 41,37 | Канберра, Австралия    | 6 октября 1985  |
| Рекорд чемпионатов Европы        | ГДР · Зильке Мёллер · Катрин Краббе · Керстин Берендт · Сабина Гюнтер                         | 41,68 | Сплит, Югославия       | 1 сентября 1990 |
| Лучший результат сезона в мире   | Ямайка · Керрон Стюарт · Вероника Кэмпбелл-Браун · Скиллони Калверт · Шелли-Энн Фрейзер-Прайс | 41,83 | Глазго, Великобритания | 2 августа 2014  |
| Лучший результат сезона в Европе | Нидерланды · Мадия Гафур · Дафне Схипперс · Тесса ван Схаген · Ямиле Самуэль                  | 42,40 | Лозанна, Швейцария     | 3 июля 2014     |

## Расписание
| Дата            | Время | Раунд соревнований     |
| --------------- | ----- | ---------------------- |
| 16 августа 2014 | 15:10 | Предварительные забеги |
| 17 августа 2014 | 17:22 | Финал                  |

Время местное (UTC+2)

## Медалисты
| Золото                                                                                  | Серебро                                                                         | Бронза                                                                                |
| Великобритания · Аша Филип · Эшли Нельсон · Джоди Уильямс · Дезири Хенри · Аника Онуора | Франция · Селин Дистель-Бонне · Айоделе Икуесан · Мириам Сумаре · Стелла Акакпо | Россия · Марина Пантелеева · Наталья Русакова · Елизавета Савлинис · Кристина Сивкова |

Курсивом выделены участники, выступавшие только в предварительных забегах

## Результаты
Обозначения: Q — Автоматическая квалификация | q — Квалификация по показанному результату | WR — Мировой рекорд | ER — Рекорд Европы | CR — Рекорд чемпионатов Европы | NR — Национальный рекорд | NUR — Национальный рекорд среди молодёжи | WL — Лучший результат сезона в мире | EL — Лучший результат сезона в Европе | PB — Личный рекорд | SB — Лучший результат в сезоне | DNS — Не стартовал | DNF — Не финишировал | DQ — Дисквалифицирован

### Предварительные забеги
Квалификация: первые 3 команды в каждом забеге (Q) плюс 2 лучших по времени (q) проходили в финал. Действующие чемпионки Европы из Германии не смогли передать эстафетную палочку со 2-го на 3-й этап и досрочно завершили борьбу на турнире.
| Место | Команда                                                                                  | Забег | Результат | Примечания |
| ----- | ---------------------------------------------------------------------------------------- | ----- | --------- | ---------- |
| 1     | Франция (Селин Дистель-Бонне, Айоделе Икуесан, Мириам Сумаре, Стелла Акакпо)             | 1     | 42,29     | Q, EL      |
| 2     | Великобритания (Аша Филип, Эшли Нельсон, Аника Онуора, Дезири Хенри)                     | 2     | 42,62     | Q, SB      |
| 3     | Нидерланды (Мадия Гафур, Дафне Схипперс, Тесса ван Схаген, Ямиле Самуэль)                | 1     | 42,77     | Q          |
| 4     | Швейцария (Муджинга Камбунджи, Мариса Лаванши, Эллен Шпрунгер, Леа Шпрунгер)             | 1     | 42,98     | Q          |
| 5     | Италия (Марция Каравелли, Ирен Сирагуза, Мартина Амидеи, Одри Алло)                      | 1     | 43,29     | q, SB      |
| 6     | Украина (Ксения Карандюк, Наталья Строгова, Олеся Повх, Наталья Погребняк)               | 2     | 43,37     | Q, SB      |
| 7     | Россия (Марина Пантелеева, Наталья Русакова, Елизавета Савлинис [a], Кристина Сивкова)   | 2     | 43,47     | Q          |
| 8     | Швеция (Ирен Экелунд, Изабель Эурениус, Даниэлла Буск, Пернилла Нильссон)                | 1     | 43,80     | q, SB      |
| 9     | Греция (Георгия Коклони, Елизавета Песириду, Андриана Ферра, Мария Белибасаки)           | 1     | 43,81     | SB         |
| 10    | Ирландия (Эми Фостер, Келли Пропер, Сара Лавин, Фил Хили)                                | 2     | 43,84     | NR         |
| 11    | Финляндия (Милья Туресон, Ханна-Маари Латвала, Минна Лаукка, Нооралотта Незири)          | 1     | 44,22     | SB         |
| 12    | Норвегия (Изабель Педерсен, Кристин Бьелланн Йенсен, Элизабет Слеттум, Эзинне Окпараэбо) | 2     | 44,29     | NR         |
| 13    | Болгария (Карин Околийе, Инна Ефтимова, Мария Данкова, Ивет Лалова)                      | 2     | 44,53     | SB         |
| 14    | Испания (Мария Изабель Перес, Альба Фернандес, Эстела Гарсия, Кристина Лара)             | 1     | 44,68     | SB         |
| 15    | Хорватия (Ивана Лончарек, Люция Покос, Кристина Дудек, Ника Жупа)                        | 2     | 45,47     |            |
| 16 !  | Германия (Жозефина Эльслер, Ребекка Хазе, Татьяна Пинту, Ферена Зайлер)                  | 2     | DNF       |            |

a  В официальном протоколе на третьем этапе у сборной России указана Екатерина Вуколова, однако вместо неё в последний момент перед стартом в команду была включена Елизавета Савлинис, из-за чего произошла организационная неразбериха.

### Финал
Финал в эстафете 4×100 метров у женщин состоялся 17 августа 2014 года и стал заключительным видом соревновательной программы чемпионата. После неудачи сборной Германии в предварительных забегах, фавориты продолжили выбывать из борьбы и в финале. Надежда хозяев чемпионата, сборная Швейцарии, сошла с дистанции сразу после стартового выстрела: палочка вылетела из рук стартовавшей Муджинги Камбунджи. Не смогла осуществить передачу с первого на второй этап сильная сборная Нидерландов — не удалось согласовать свои действия Мадие Гафур и двукратной чемпионке Цюриха на спринтерских дистанциях Дафне Схипперс. Серьёзная заминка случилась у бронзовых призёрок Олимпийских игр 2012 года из команды Украины на стыке второго и третьего этапов. В результате чемпионками уверенно стали представительницы Великобритании, установившие новый национальный рекорд — 42,24, серебро досталось француженкам (Мириам Сумаре выиграла третью медаль чемпионата Европы в Цюрихе), а бронза со значительным отставанием от дуэта победителей — сборной России.
| Место | Команда                                                                            | Результат | Примечания |
| ----- | ---------------------------------------------------------------------------------- | --------- | ---------- |
| 1     | Великобритания (Аша Филип, Эшли Нельсон, Джоди Уильямс, Дезири Хенри)              | 42,24     | EL, NR     |
| 2     | Франция (Селин Дистель-Бонне, Айоделе Икуесан, Мириам Сумаре, Стелла Акакпо)       | 42,45     |            |
| 3     | Россия (Марина Пантелеева, Наталья Русакова, Елизавета Савлинис, Кристина Сивкова) | 43,22     | SB         |
| 4     | Италия (Марция Каравелли, Ирен Сирагуза, Мартина Амидеи, Одри Алло)                | 43,26     | SB         |
| 5     | Украина (Ксения Карандюк, Наталья Строгова, Олеся Повх, Наталья Погребняк)         | 43,58     |            |
| 6     | Швеция (Ирен Экелунд, Изабель Эурениус, Даниэлла Буск, Пернилла Нильссон)          | 44,36     |            |
| 7 !   | Нидерланды (Мадия Гафур, Дафне Схипперс, Тесса ван Схаген, Ямиле Самуэль)          | DNF       |            |
| 7 !   | Швейцария (Муджинга Камбунджи, Мариса Лаванши, Эллен Шпрунгер, Леа Шпрунгер)       | DNF       |            |